# Monte Pobeda
O monte Pobeda (em russo:  Победа, que significa "vitória") é uma montanha na República de Sakha (Iacútia) (leste da Rússia) com 3003 metros de altitude e 2443 metros de proeminência topográfica. É o monte mais alto dos montes Chersky.